# Otto Lohr
Otto Lohr (* 23. März oder 23. Mai 1847 in Gießhübl bei Karlsbad; † nicht ermittelt) war ein österreichischer Schriftsteller, Redakteur und Herausgeber.

## Leben und Wirken
Er besuchte das Gymnasium in Prag und studierte zunächst Theologie, dann Philosophie, Deutsche Literatur und Geschichte an der Universität Prag. Nach Abschluss des Studiums unternahm er eine längere Reise nach Siebenbürgen und war dann von 1872 bis 1874 als Lehrer am Staatsgymnasium der Kleinseite Prags tätig. Später wurde er Sekretär des Vereins für Geschichte der Deutschen in Böhmen und Bibliothekar in Prag. 1889 übernahm er die Reaktion des Deutschen Post in Berlin.

## Schriften (Auswahl)
- Melisande (Operntextbuch). 1872.
- Gedichte. 1875.
- Aus dem Eckstübchen. 4 Erzählungen. 1886.
- Die Linde, ein deutscher Baum. 1889.
- (Hrsg.): Bellmanns Führer durch Prag und Umgebung. 7.–8. Aufl. 1886–1888.